# Савон Саномат Ареена
„Савон Саномат Ареена“ (известен още като „Магнум Арена“ и „Куопио Кескукентта“) е многофункционален стадион в град Куопио, Финландия.
Построен е през 1939 г. Разполага с капацитет от 4700 места (2700 седящи и 2000 правостоящи). Размерите на терена са 105 на 68 м. Приема домакинските мачове на местния футболен отбор Куопио ПС.